# 郡山市立桃見台小学校
郡山市立桃見台小学校（こおりやましりつ ももみだいしょうがっこう）は、福島県郡山市桃見台にある公立小学校。

## 概要
1929年に現在の地に開校。「未来への夢や目標を持ち、心豊かで、たくましい児童の育成」を教育目標に掲げている。
学校の教育活動を桃園教育(とうえんきょういく)と愛称している。これは学校名を元につけられた。
卒業後、ほとんどの児童は郡山市立郡山第五中学校に進学する。

## 沿革
- 1929年（昭和4年）4月1日 - 福島県郡山市桃見台尋常小学校と称し、現在地に創設。ただし、この時点では、校舎が竣工しておらず、金透第二小学校と第三開成小学校に教授委託し、4月24日に開校。
- 1935年（昭和10年）4月1日 - 全市高等科男生徒を収容し、福島県郡山市桃見台尋常高等小学校と改称。北校舎12教室増築完成。
- 1941年（昭和16年）4月1日 - 国民学校令により、福島県郡山市桃見台国民学校と改称。
- 1947年（昭和22年）4月1日 - 学制改革により、福島県郡山市立桃見台小学校と改称。
- 1958年（昭和33年）
  - 5月 - 校庭拡張工事着工。
  - 7月19日 - 校庭拡張工事完成。
- 1961年（昭和36年）
  - 4月25日 - 水泳プール設置工事着工。
  - 7月25日 - 水泳プール設置工事完成。
- 1965年（昭和40年）1月1日 - 地番変更により、所在住所が郡山市桃見台12番3号となる。
- 1970年（昭和45年）3月28日 - 校舎改築第一期工事（6教室）が完成し、引渡し。
- 1971年（昭和46年）
  - 1月6日 - 校舎改築第二期工事（12教室）が完成し、引渡し。
  - 8月31日 - 校舎改築第三期工事（給食室）が完成し、引渡し。
  - 10月30日 - 校舎改築第三期工事（6教室）が完成し、引渡し。
- 1972年（昭和47年）
  - 9月16日 - 校舎改築第四期工事（理科室・図工室）が完成し、引渡し。
  - 11月17日 - 観察池完工（宗像照男氏寄贈）。
- 1973年（昭和48年）8月11日 - 体育館完成引渡し。
- 1974年（昭和49年）
  - 5月2日 - 校舎改築第五期工事が完成し、引渡し。これをもって、改築工事が完了。
  - 8月22日 - 新校歌制定。
  - 9月 - 新校旗制定。
- 1975年（昭和50年）5月 - 校舎周辺花壇造成。
- 1979年（昭和54年）
  - 10月 - フィールド・アスレチック設置。
  - 11月11日 - 創立50周年記念式典挙行。
- 1980年（昭和55年）6月19日 - プール循環装置設置。
- 1982年（昭和57年）7月 - プール更衣室及びトイレ改築。
- 1987年（昭和62年）3月 - 「造形の庭」造成。
- 1989年（平成元年）11月2日 - 創立60周年記念式典挙行。
- 1990年（平成2年）
  - 3月 - 屋外体育用具室及び外便所新築。
  - 6月 - バックネット設置。
- 1991年（平成3年）
  - 3月 - 給水ポンプ室設置。
  - 7月 - 北校舎トイレ改修。
- 1993年（平成5年）12月 - プールろ過装置砂交換。
- 1995年（平成7年）7月 - この月から10月にかけて、第一期大規模改修・天井の各工事を実施し、ガスファンヒーター設置。
- 1996年（平成8年）7月 - この月から11月にかけて、第二期大規模改修工事実施し、床貼り替え・壁、外壁の塗装と多目的ホール、和室新設。
- 1997年（平成9年）
  - 3月 - 玄関前アスファルト塗装。
  - 8月 - 給食室ダムウェイター改修。
- 1999年（平成11年）
  - 3月 - 北校舎外燈（5基）設置と体育館南側入口スロープ工事完成。
  - 10月 - 創立70周年記念式典挙行。
- 2001年（平成13年）
  - 3月 - 校舎前の歩道完成し、校庭西側に生垣を植栽。
  - 8月 - 心のオアシス事業により、保健室改修工事実施。
  - 9月 - 各教室にパソコン設置し、校内LAN完成、運用開始。
- 2002年（平成14年）
  - 1月 - 生ゴミ処理機を給食室前に設置。
  - 3月 - 各教室に非常通報装置を設置。
  - 8月 - コンピュータ室パソコン（38台）入替。
- 2003年（平成15年）
  - 3月 - 新プール完成、周辺整備事業終了。
  - 8月 - 体育館床面、壁面塗り替え工事。
  - 11月 - 桃見台小児童クラブ開設。
- 2004年（平成16年）3月 - 北校舎裏駐車場整備。
- 2009年（平成21年）10月25日 - 創立80周年記念桃見のつどい開催。
- 2010年（平成22年）
  - 2月 - 体育館緞帳一式を新調。
  - 10月 - 岩崎京子文庫開設セレモニー挙行（110冊の図書寄贈）。
- 2016年（平成28年）3月 - 大規模改修工事・耐震化工事（第1期・第2期）と周辺工事が完成。
- 2017年（平成29年）
  - 1月 - 体育館耐震化工事が完成。
  - 8月 - 体育館屋外スピーカー設置。除去土壌等搬出完了。
- 2018年（平成30年）4月 - 特別支援学級（かがやき学級）新設。
- 2019年（令和元年）10月26日 - 創立90周年記念桃見のつどい開催。
- 2025年（令和7年）3月 - 体育館大規模改修。

## 校歌
- 「桃見台小学校校歌」(作詞：橋本正司 作曲：山中二郎)

## 所在地
- 福島県郡山市桃見台12番3号

## アクセス
- 福島交通バス「西ノ内一丁目」バス停下車後、
  - 郡山駅前行、コスモス循環郡山駅前、コスモス循環西ノ内先回り行、あすなろ循環郡山駅前行、あすなろ循環西ノ内まわり行のりばから、徒歩約370m・約6分。
  - コスモス循環西ノ内先回り行、コスモス循環池ノ台先回り行、あすなろ循環西ノ内まわり行、あすなろ循環市役所まわり行、西ノ内経由希望ヶ丘・うねめ団地行、西ノ内経由大槻行のりばから、徒歩約365m・約6分。
- JR東日本郡山駅より、
  - 徒歩約2.2km強・約35分。
  - 上述の福島交通バスに乗車し、「西ノ内一丁目」バス停下車後、徒歩。
    - ただし、東行のコスモス循環西ノ内先回りとあすなろ循環西ノ内まわり及び西行のコスモス循環池ノ台先回りとあすなろ循環市役所まわりは、運行ルートの関係で大廻りとなる。

## 周辺
- 福島県立あさか開成高等学校
- 桃見台公園
- 郡山市立桃見台保育所 - 進学前保育所のひとつ

## 出身有名人
- 渡邉知晃 （フットサル選手）